# Емма (Міссурі)
Емма (англ. Emma) — місто (англ. city) в США, в округах Салін і Лафаєтт штату Міссурі. Населення — 201 особа (2020).

## Географія
Емма розташована за координатами 38°58′31″ пн. ш. 93°29′43″ зх. д. / 38.97528° пн. ш. 93.49528° зх. д. (38.975309, -93.495256).  За даними Бюро перепису населення США в 2010 році місто мало площу 1,11 км², уся площа — суходіл. В 2017 році площа становила 1,52 км², уся площа — суходіл.

## Демографія
Згідно з переписом 2010 року, у місті мешкали 233 особи в 94 домогосподарствах у складі 66 родин. Густота населення становила 210 осіб/км².  Було 106 помешкань (95/км²).
Расовий склад населення:
| - 98,3 % — білих |

До двох чи більше рас належало 1,7 %. Частка іспаномовних становила 1,7 % від усіх жителів.
За віковим діапазоном населення розподілялося таким чином: 22,3 % — особи молодші 18 років, 56,2 % — особи у віці 18—64 років, 21,5 % — особи у віці 65 років та старші. Медіана віку мешканця становила 42,4 року. На 100 осіб жіночої статі у місті припадало 108,0 чоловіків;  на 100 жінок у віці від 18 років та старших — 103,4 чоловіків також старших 18 років.
Середній дохід на одне домашнє господарство  становив 51 642 долари США (медіана — 43 750), а середній дохід на одну сім'ю — 64 600 доларів (медіана — 60 625). За межею бідності перебувало 6,1 % осіб, у тому числі 0,0 % дітей у віці до 18 років та 14,0 % осіб у віці 65 років та старших.
Цивільне працевлаштоване населення становило 119 осіб. Основні галузі зайнятості: виробництво — 19,3 %, освіта, охорона здоров'я та соціальна допомога — 19,3 %, будівництво — 11,8 %, публічна адміністрація — 10,9 %.